# Khu kinh tế Dung Quất

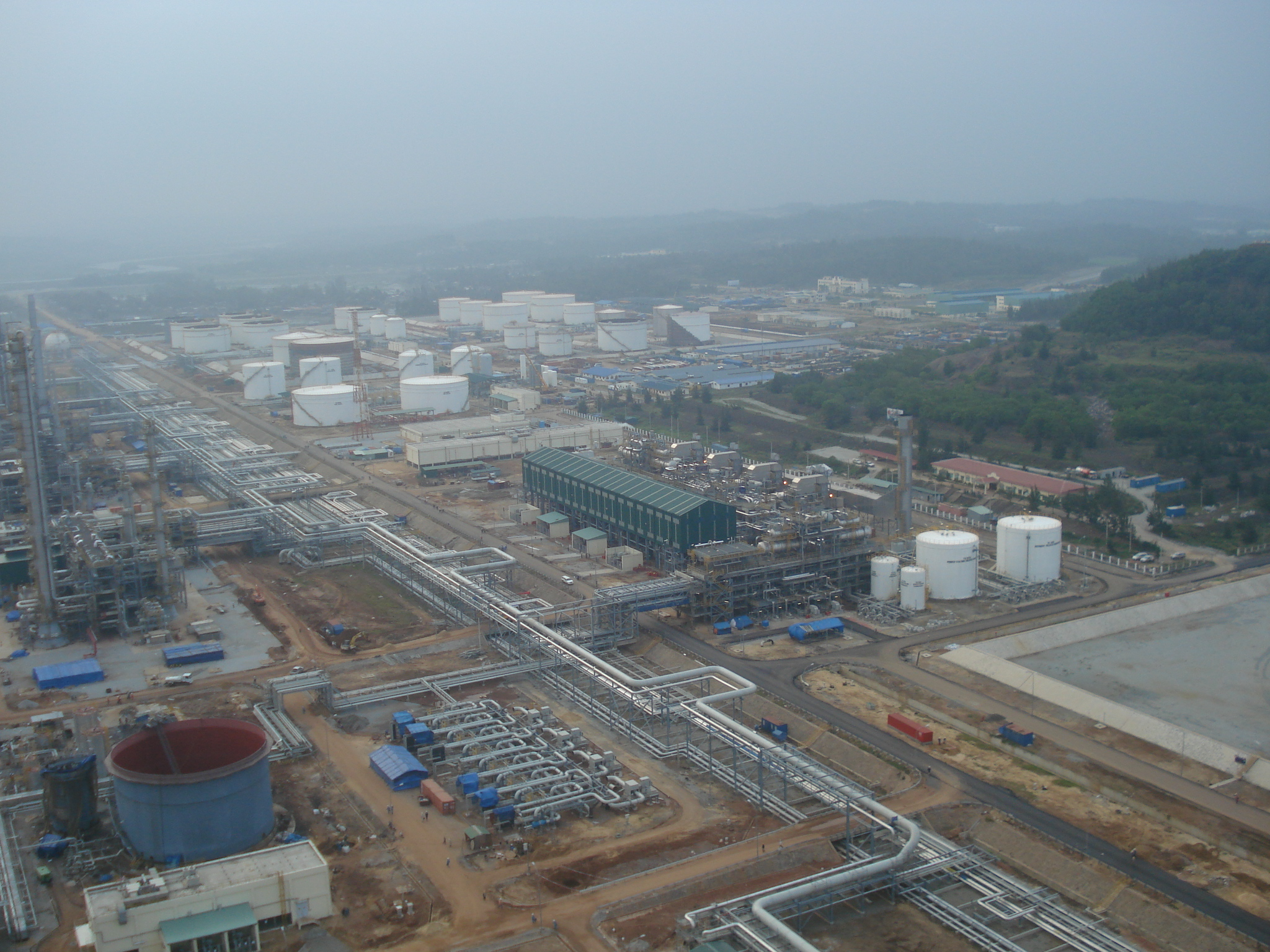
Nhà máy lọc dầu Dung Quất

Khu kinh tế Dung Quất là một khu kinh tế theo hướng mở của Việt Nam được thành lập theo Quyết định số 50/2005/QĐ-TTg ngày 11 tháng 3 năm 2005 của Thủ tướng Chính phủ Việt Nam về việc thành lập và ban hành quy chế hoạt động của Khu Kinh tế. Đang được xây dựng ở phía đông huyện Bình Sơn, tỉnh Quảng Ngãi, Việt Nam.

## Chức năng
Dung Quất là Khu Kinh tế Tổng hợp, phát triển đa ngành – đa lĩnh vực:
- Phát triển công nghiệp nặng bao gồm công nghiệp lọc - hoá dầu, công nghiệp luyện cán thép, đóng tàu, sản xuất xi măng, chế tạo cơ khí, thiết bị nặng, sản xuất lắp ráp ô tô,...
- Phát triển công nghiệp nhẹ, chủ yếu là các ngành điện-điện tử, vật liệu công nghệ cao, dệt may, giày da, chế biến hàng tiêu dùng, hàng xuất khẩu,...
- Phát triển dịch vụ công nghiệp; dịch vụ tài chính, ngân hàng; bảo hiểm; giáo dục đào tạo; nhà ở, vui chơi - giải trí, du lịch,...(gắn liền với thành phố Vạn Tường hiện đại với tính chất là đô thị công nghiệp - dịch vụ).

## Quy hoạch sử dụng đất đến năm 2010
Tổng diện tích: 10300,0 ha
Theo mục đích sử dụng đất
- Đất công nghiệp: 2428,9 ha
- Đất hạ tầng kỹ thuật: 1779,1 ha
- Đất dân cư: 1415,8 ha
- Đất nông nghiệp, đồi núi, mặt hồ, bãi cát: 3930,2 ha
- Mặt nước: 746,0 ha

Theo khu chức năng
- Khu công nghiệp phía Tây (CN nhẹ): 2100,0 ha
- Khu công nghiệp phía Đông (CN nặng): 4316,0 ha
- Thành phố Vạn Tường: 3800,0 ha
- Cảng Dung Quất: 746,0 ha
- Khu Bảo thuế: 300,0 ha

## Quy hoạch sử dụng đất đến năm 2025
- Theo quyết định số 998/QĐ-TTg của Thủ tướng, diện tích điều chỉnh quy hoạch chung xây dựng của Khu kinh tế Dung Quất đến năm 2025 lên tới 45.332ha, bao gồm phần diện tích Khu kinh tế hiện nay (10.300ha), phần diện tích mở rộng khoảng 24.280ha và khoảng 10.752 ha diện tích mặt biển.
- Định hướng phát triển: Phát triển khu kinh tế Dung Quất thành Thành phố công nghiệp.

## Phân kỳ phát triển
- Giai đoạn đến 2010: Hoàn thành Nhà máy lọc dầu, nhà máy hoá dầu PolyPropylen, phát triển cảng dầu khí và cảng hàng hoá container cho tàu đến 30.000 DWT, phát triển đô thị Vạn Tường ở diện tích khoảng 200 ha, NM Đóng tàu giai đoạn 1, NM luyện cán thép, NM Nghiền clinker, Nhà máy chế tạo thiết bị nặng, các dự án công nghiệp nhẹ và các dự án dịch vụ - phụ trợ...
- Giai đoạn II (2010-2015): Mở rộng Dung Quất lên diện tích 46 ngàn ha. Xây dựng Dung Quất theo mô hình đặc khu kinh tế hoặc Thành phố Công nghiệp. Mở rộng Nhà máy lọc dầu lên 10 triệu tấn/năm, thu hút thêm Nhà máy lọc dầu mới và phát triển tổ hợp hóa dầu tương ứng; hoàn thành 2 Nhà máy luyện cán thép 10 triệu tấn/năm, hoàn thành các nhà máy công nghiệp nặng khác (nhiệt điện, đóng tàu, chế tạo thiết bị nặng...), phát triển Cảng giai đoạn II cho tàu dầu đến 50.000 DWT, tàu hàng hoá 50.000 DWT; từng bước phát triển các dự án công nghệ cao... Phát triển đô thị Vạn Tường trên diện tích khoảng 500 ha.

## Dự kiến thu hút đầu tư đến 2015
(đơn vị:triệu USD)
- NM Lọc dầu (mở rộng công suất lên 10 triệu tấn): 4.000
- Các NM hoá dầu quy mô lớn (PP, LAB, CB, PS, PE): 2.000
- Các NM sau hoá dầu, NM hoá chất: 500
- Liên hợp công nghiệp tàu thủy: 750
- Các NM Xi măng: 95
- 2 NM Cán thép: 8.000
- Các NM Công nghiệp nặng khác: 1.000
- Các dự án khác: 3.000

Tổng cộng 20.245

## Quy hoạch chi tiết
- Phân KCN phía Đông
- Phân KCN phía Tây
- Cảng Dung Quất
- Khu Bảo Thuế
- Khu Đô thị Vạn Tường Lưu trữ ngày 13 tháng 5 năm 2020 tại Wayback Machine